# Salomon Jacob Heyman

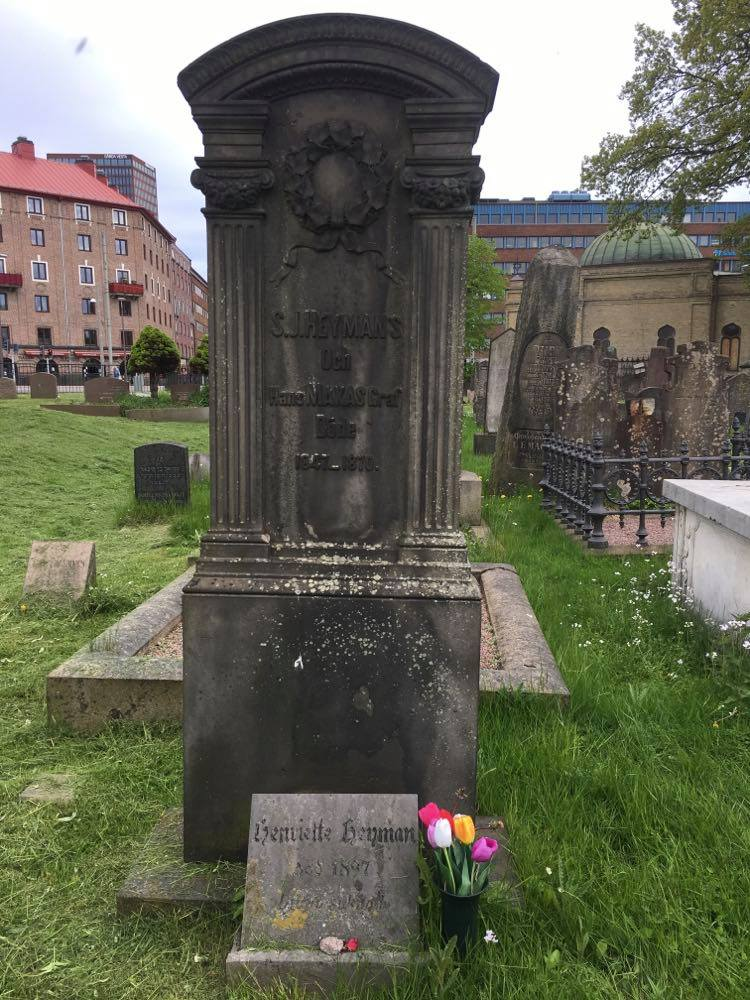
Salomon Jacob Heymans grav vid Gamla Begravningsplatsen vid Svingeln i Göteborg

Salomon Jacob Heyman, född 1793 i Mecklenburg, Tyskland, död 4 juni 1847 i Göteborg, var en svensk handelsman verksam i Göteborg. Han kom till Göteborg 1814. Han var son till J.E.S Heyman, bror till Heyman Jacob Heyman och Elias Jacob Heyman. Han gifte sig med Fredrique Heyman (1793-1870). Tillsammans fick de 8 barn. Han avled 1847 och är begraven på Gamla begravningsplatsen vid Svingeln i Göteborg.